# Дьєсма
Дьєсма (ісп. Diezma) — муніципалітет в Іспанії, у складі автономної спільноти Андалусія, у провінції Гранада. Населення — 786 осіб (2010).
Муніципалітет розташований на відстані близько 350 км на південь від Мадрида, 28 км на північний схід від Гранади.
На території муніципалітету розташовані такі населені пункти: (дані про населення за 2010 рік)
- Дьєсма: 719 осіб
- Сільяр-Баха: 67 осіб

## Демографія
Динаміка населення (INE ):

## Галерея зображень

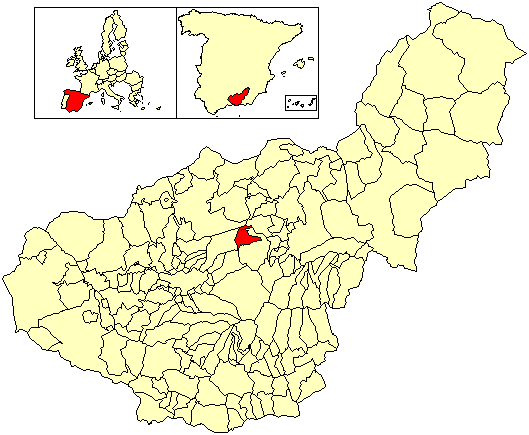
Розташування муніципалітету у провінції Гранада